# فرودگاه شهری فرنچ لیک
فرودگاه شهری فرنچ لیک (به انگلیسی: French Lick Municipal Airport) یک فرودگاه همگانی بهره‌برداری هوایی با کد یاتا FRH است که یک باند فرود آسفالت دارد و طول باند آن ۱۶۷۶ متر است. این فرودگاه در کشور ایالات متحده آمریکا قرار دارد و در ارتفاع ۲۴۱٫۴ متری از سطح دریا واقع شده است.